# Irak'li Labadze
Irak'li Labadze (in georgiano ირაკლი ლაბაძე?; Tbilisi, 9 giugno 1981) è un ex tennista georgiano.

## Carriera
In carriera ha raggiunto 3 finali di doppio uscendone sempre sconfitto. Nei tornei del Grande Slam ha ottenuto il suo miglior risultato raggiungendo nel singolare il quarto turno a Wimbledon 2006.
In Coppa Davis ha giocato un totale di 37 partite con la squadra georgiana, ottenendo 27 vittorie e 10 sconfitte.

## Statistiche

### Doppio

#### Finali perse (3)
| Numero | Anno            | Torneo                               | Superficie  | Compagno      | Avversari in finale                 | Punteggio |
| 1.     | 29 luglio 2001  | Orange Prokom Open, Sopot            | Terra rossa | Attila Sávolt | Paul Hanley Nathan Healey           | 6-7, 2-6  |
| 2.     | 28 ottobre 2001 | St. Petersburg Open, San Pietroburgo | Cemento     | Marat Safin   | Denis Golovanov Evgenij Kafel'nikov | 5-7, 4-6  |
| 3.     | 27 ottobre 2002 | St. Petersburg Open, San Pietroburgo | Cemento     | Marat Safin   | David Adams Jared Palmer            | 6-7, 3-6  |